# HMS Audacious (1869)
Pour les autres navires du même nom, voir HMS Audacious.
Le HMS Audacious est un navire à batterie centrale de la classe Audacious de la Royal Navy.

## Description
Le navire est le premier cuirassé britannique à être achevé en dessous de son déplacement prévu ; cela signifie qu'il est très lourd et nécessite 370 tonnes de ballast de ciment pour élever sa hauteur métacentrique. L’Audacious reçoit une gaine expérimentale en zinc pour sa coque dans le but de réduire l'encrassement biologique qui s'avère infructueux.
L’Audacious a deux moteurs à vapeur à bielle à retour horizontal à 2 cylindres fabriqués par Ravenhill, chacun entraînant une seule hélice de 4,9 m. Les hélices Mangin à quatre pales en bronze ne sont pas disposées selon la forme de croix radiale habituelle, mais plutôt en deux paires, l'une derrière l'autre, sur un bossage allongé dans le but de réduire leur traînée lorsque le navire utilise ses voiles. Elles sont remplacées par des hélices bipales Griffiths.
Les cuirassés de classe Audacious sont initialement gréés sur des navires et ont une surface de voile de 2 328 m2. Après la perte du HMS Captain lors d'une tempête en 1870, les navires sont modifiés avec un gréement de barque qui réduit leur surface de voilure à 2 202 m2. Ils sont lents sous voile, en partie à cause de la traînée des hélices jumelles, et leur faible tirant d'eau et leur fond plat signifient qu'ils sont sous le vent au près. Les trois navires, Audacious, Vanguard, et Invincible, avec des gouvernails équilibrés sont décrits comme ingérables à la voile seule.
Le HMS Audacious est armé de dix canons rayés de 9 pouces (229 mm) et de quatre canons de 64 livres à chargement par la bouche. Six des canons de 9 pouces (229 mm) sont montés sur le pont principal, trois de chaque côté, tandis que les quatre autres canons sont montés au-dessus d'eux sur le pont supérieur. Leurs ports d'armes à feu se trouvent dans chaque coin de la batterie supérieure et peuvent être utilisés par tous les temps, contrairement aux canons du pont principal en dessous d'eux. Les canons de 64 livres sont montés sur le pont supérieur, à l'extérieur de la batterie, comme pièce de chasse. Le navire dispose également de six canons Armstrong de 20 livres à utiliser comme canons de salut.
En 1878, l’Audacious reçoit quatre lance-torpilles de 14 pouces (356 mm) transportés sur le pont principal, à l'extérieur de la batterie blindée. Lorsque le navire est réaménagé en 1889-1890, il reçoit huit canons à chargement par la culasse de 4 pouces (102 mm) ainsi que quatre Hotchkiss de 6 livres à tir rapide et six canons Hotchkiss de 3 livres pour se défendre contre les torpilleurs.

## Histoire
Le HMS Audacious est commandé le 29 avril 1867 à Robert Napier à Govan, Glasgow. La quille est posée le 26 juin 1867. Le navire est lancé le 27 février 1869 dans un coup de vent. Les vents attrapent l'arrière du navire alors qu'il se trouve à peu près à mi-chemin de la cale de halage et le tordent suffisamment pour que certaines plaques et cadres de son fond soient endommagés. Le navire est achevé le 10 septembre 1870 et mis en service le mois suivant.
Une fois terminé, il devient navire de garde de la première réserve à Kingstow, mais est transféré l'année suivante à Hull où il reste jusqu'en 1874. Le navire est envoyé en Extrême-Orient cette année-là pour servir de navire amiral pour la China Station sous le drapeau du vice-amiral Alfred Phillips Ryder. Malgré la présence de remorqueurs d'escorte, l’Audacious s'échoue deux fois alors qu'il transite par le canal de Suez. Il relève son sister-ship Iron Duke à Singapour, puis entre en collision avec un navire marchand lors d'un typhon à Yokohama. L’Iron Duke le relève à son tour en 1878. L’Audacious retourne à son ancien poste à Hull en 1879, prenant la relève du HMS Endymion. Il y a sert jusqu'à ce qu'il entame un long radoub qui comprend de nouvelles chaudières et l'ajout d'une dunette.
Le radoub du navire est terminé en mars 1883, il remplace à nouveau l’Iron Duke en tant que navire amiral de la China Station plus tard cette année-là. L’Audacious y reste jusqu'en 1889 lorsqu'il retourne à Chatham où il est réaménagé, réarmé et on remplace ses mâts et son gréement par de simples mâts équipés de hunes de combat. À la fin de son radoub en 1890, il retourne à Hull pour la troisième fois jusqu'à ce que le navire soit mis hors service en 1894. L’Audacious est relégué en réserve de 4e classe jusqu'à ce que ses moteurs soient retirés et qu'il soit converti en navire de dépôt non propulsé en 1902. Il est commandé à Chatham le 16 juillet 1902 par le capitaine Henry Loftus Tottenham comme navire de dépôt de torpilles dans ce port. Il est navire de dépôt pour les destroyers à Felixstowe jusqu'en 1905, date à laquelle il est mis en radoub ; en avril 1904, il est rebaptisé Fisgard. En 1906, il est remis en service dans le cadre de l'établissement de formation Fisgard. Le navire est remorqué à Scapa Flow en 1914 après le début de la Première Guerre mondiale pour être utilisé comme navire de réception et est rebaptisé Imperieuse. Le 13 janvier 1915, le dragueur de mines auxiliaire HMS Roedean percute l’Imperieuse à Scapa Flow au large de Hoy, dans les îles Orcades ; Le Rodean coule en raison des dommages qu'il a subis lors de la collision. En 1919, l’Imperieuse doit être renommé Victorious, mais le changement de nom est annulé. Il est remorqué de Scapa à Rosyth le 31 mars 1920, où il reste comme navire-magasin jusqu'au 15 mars 1927, date à laquelle il est vendu à Thos. W. Ward d'Inverkeithing pour la ferraille.